# Hoscheid
Hoscheid (luxemburgisch Houschentⓘ) ist eine Ortschaft der luxemburgischen Gemeinde Parc Hosingen. Bis Ende 2011 war Hoscheid der Hauptort der gleichnamigen Gemeinde, die zum Kanton Diekirch gehörte. Die Gemeinde Hoscheid wurde zum 1. Januar 2012 mit Consthum und Hosingen zur Gemeinde Parc Hosingen fusioniert.

## Zusammensetzung der ehemaligen Gemeinde
Die ehemalige Gemeinde Hoscheid bestand aus folgenden Ortschaften:
- Hoscheid
- Hoscheid-Dickt
- Oberschlinder
- Unterschlinder